# 南山手
座標: 北緯32度44分6.32秒 東経129度52分8.86秒 / 北緯32.7350889度 東経129.8691278度

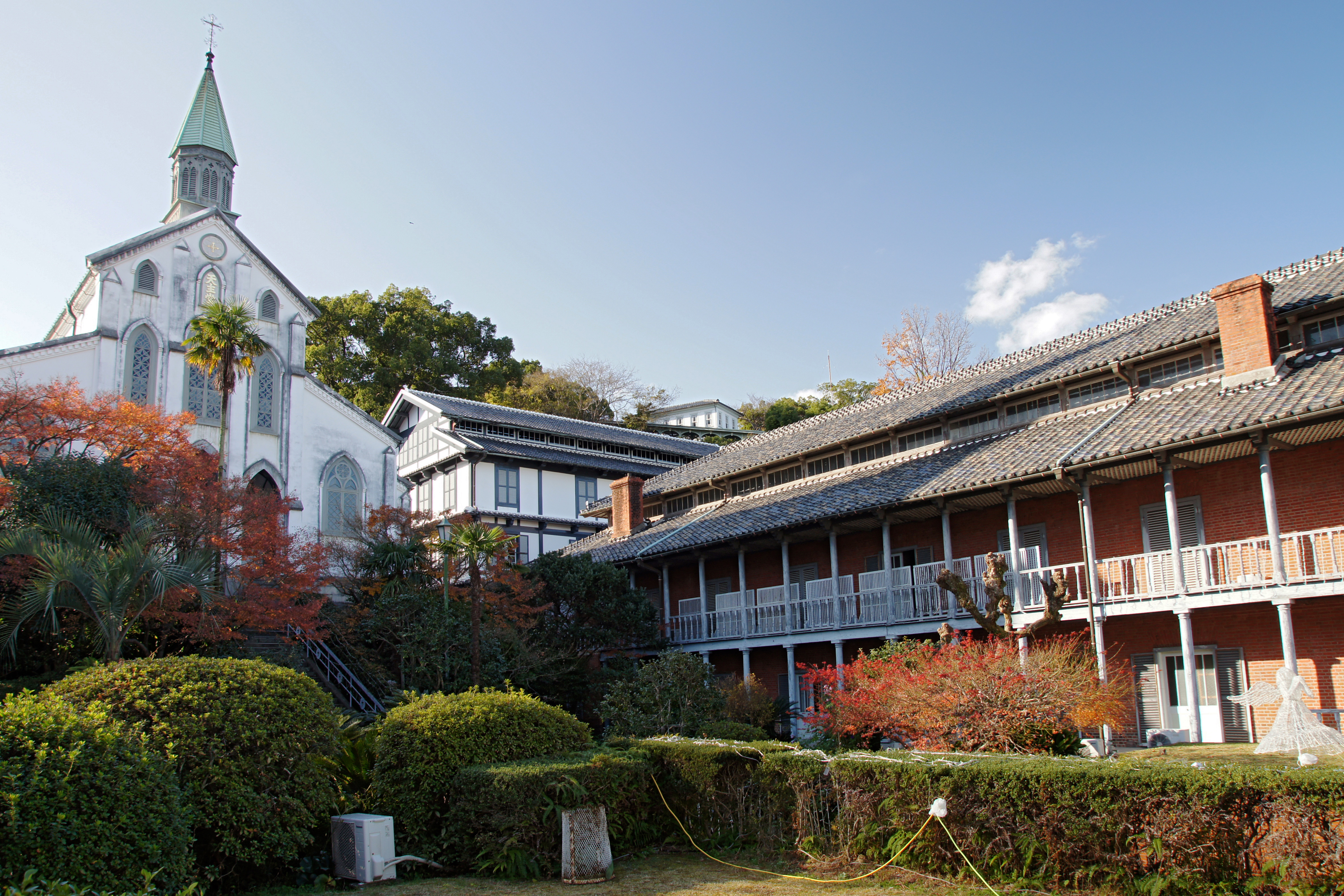
南山手の景観を構成するうえでの重要な建造物である大浦天主堂（左）と旧長崎大司教館（右）、旧羅典神学校（中央奥）

南山手（みなみやまて）は、長崎県長崎市の町名（郵便番号：850-0931）、および地域の名称。
後者は近隣の松が枝町、小曽根町の一部を含む形で長崎市南山手伝統的建造物群保存地区として国の重要伝統的建造物群保存地区に選定され、また長崎市の東山手・南山手地区景観形成重点地区・南山手ゾーンに指定されている。

## 概要
1858年（安政5年）、江戸幕府とアメリカ・オランダ・ロシア・イギリス・フランスとの間で通商条約（安政五カ国条約）が締結され、翌年長崎港は函館・横浜と共に開港場となった。南山手は、条約締結直後より外国居留地として造成が始められ、主に住宅地として利用されていた。
地区の北側は大浦天主堂や羅典神学校といった宗教施設が、南側は幕末から明治時代にかけて建てられた洋風住宅が残されている。前述のとおり、1991年（平成3年）4月30日に重要伝統的建造物群保存地区として選定された。

## 主な施設・建造物・名所
- 大浦天主堂 - 国宝、世界遺産（長崎と天草地方の潜伏キリシタン関連遺産）
- 旧羅典神学校 - 重要文化財
- 旧長崎大司教館
- グラバー園
  - 旧グラバー住宅 - 重要文化財、世界遺産（明治日本の産業革命遺産）
  - 旧リンガー住宅 - 重要文化財
  - 旧オルト住宅 - 重要文化財
- 旧香港上海銀行長崎支店記念館 - 重要文化財
- 旧長崎税関下り松派出所 - 重要文化財
- 南山手レストハウス
- 祈りの丘絵本美術館
- マリア園
- 宝製鋼
- 杠葉病院本館・別館
- ドンドン坂